# مردان (فیلم ۱۹۷۲)

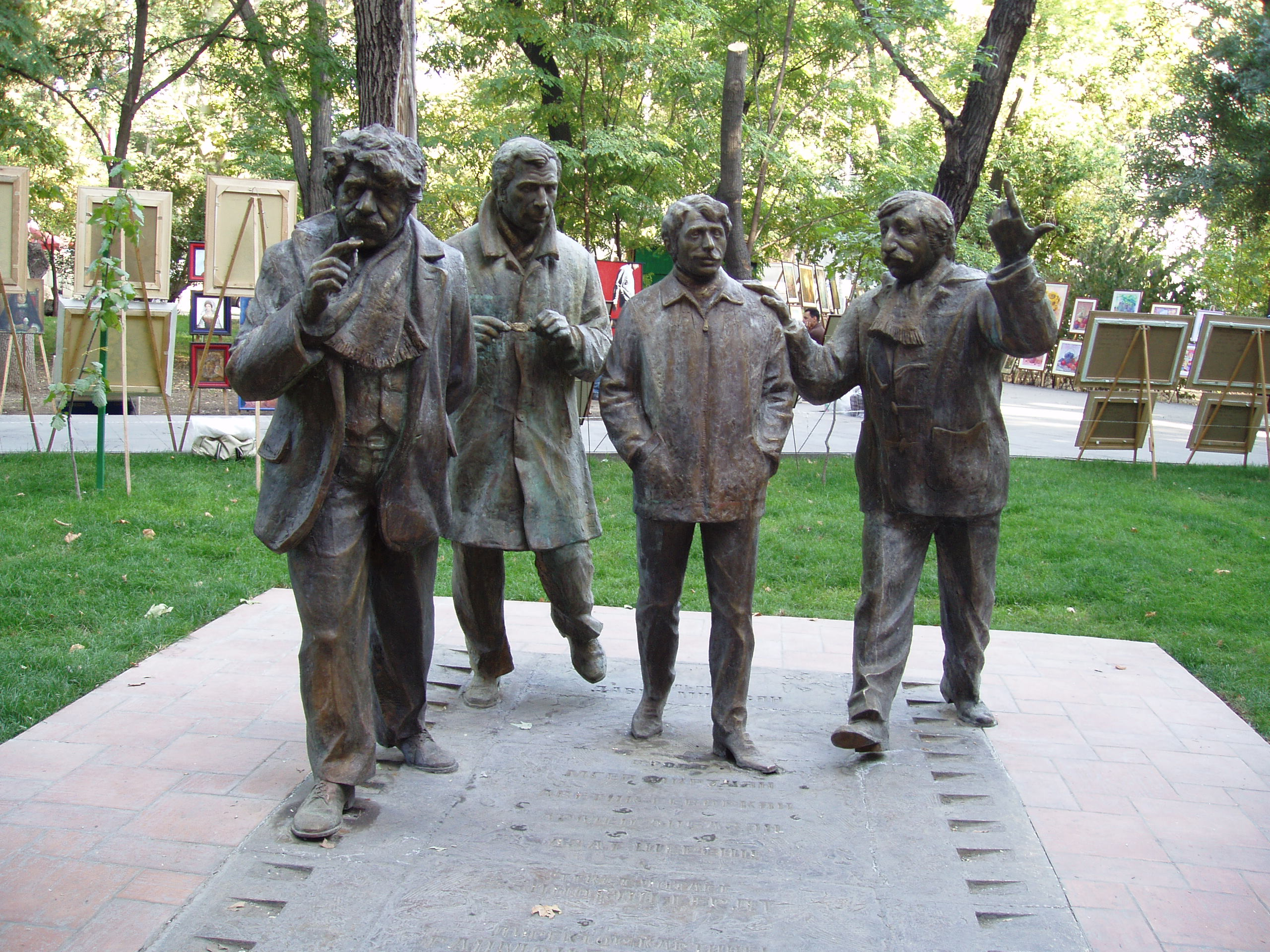

مردان (ارمنی: Տղամարդիկ) یک فیلم کمدی ملودرام است محصول سال ۱۹۷۲ کشور ارمنستان، به کارگردانی و نویسندگی ادموند کئوسیان

## بازیگران
- آوتیک گئورگیان در نقش آرام
- فرونزیک مکرتچیان در نقش سورن
- آزات شرانتس در نقش وازگن
- آرمن آیوازیان در نقش ساکو
- آلا تومانیان در نقش کارینه
- والنتین پودپوموگوف در نقش پدر
- رافائل کوتانجیان در نقش لوون
- کریستینا خاندانیان در نقش آنوش
- hy:Արթուր Սահակյան در نقش ساموئل
- آرمن ژیگارخانیان در نقش قازاریان
- لائورا گئورگیان در نقش همسر قازاریان
- آلبرت مکرتچیان در نقش جیمز، برادر آنوش
- هغینه در نقش مادر کارینه
- ورجالویس میریجانیان در نقش مادر آرام
- لوون بادیکیان در نقش رومئو
- دونارا مکرتچیان در نقش مدئا همسر رومئو
- تاتول دیلاکیان در نقش مدیر کودکستان
- ک. ساهاکیان
- هانری زاریان
- آ. آواگیان
- ایوتا بابوریان
- گ. ووکانیان
- یرواند کوچار
- ژانا آمیرجانیان